# Monravana
Monravana (en valencien : Mont-ravana) est un site archéologique situé à 10 km au nord-ouest de la commune de Llíria (comarque de Camp de Túria), dans la province de Valence en Catalogne.
L'établissement humain ibérique, de la tribu des Edetans, a été occupé des Ve et IIe siècles av. J.-C. et servait de base économique agricole pour sa capitale.

## Historique
Le site a une superficie comprise entre 6 000 et 8 000 m2 dans une la fortifiée. Celui-ci est construit selon un des modèles les plus simples utilisés par les Ibères : il constitue, en même temps qu'un mur, le mur arrière des maisons. À l'intérieur, les maisons sont attachées les unes aux autres et s'ouvrent sur des rues qui traversent longitudinalement le village.
Les murs en pisé étaient construits sur des socles en pierre et tous deux étaient blanchis à la chaux et peints en rouge et blanc. Les sols étaient compactés ou pavés. Dans les maisons du secteur sud, accolées au mur, on distingue clairement deux pièces différentes. Cinq longues pièces ont également été retrouvées adossées au mur, probablement un complexe industriel destiné à l'agroalimentaire, avec des zones de pressurage, des pressoirs et des zones de pressage. Ces derniers espaces sont compris comme des annexes au secteur domestique.

## Fouilles et découvertes
Les premières fouilles ont été réalisées par le Service de Recherches Préhistoriques de la Députation provinciale de Valence en 1958, centrées sur l'extrémité nord du village. Entre 1978 et 1983, une équipe de l'Université de Valence a nettoyé tout le périmètre du mur et a poursuivi les fouilles dans le village, qui se sont poursuivies de manière incohérente jusqu'à nos jours.

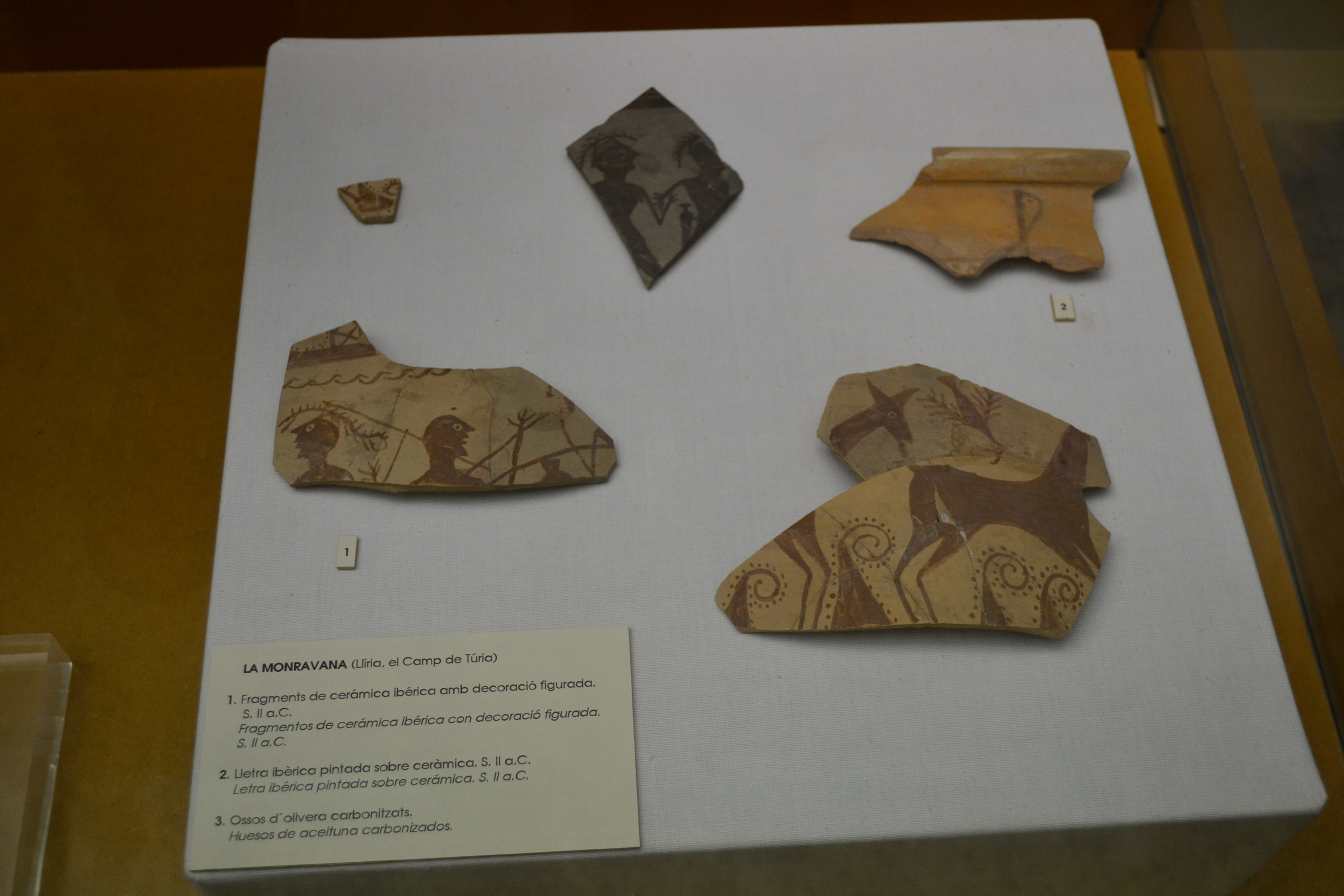
Fragments de céramiques ibériques. Musée de la préhistoire de Valence.

Des matériaux ont été récupérés depuis leur apparition au Ve siècle av. J.-C. jusqu'à sa destruction et son abandon au milieu du IIe siècle av. J.-C.. Les principales découvertes comprennent des poteries ibériques similaires à celles retrouvées à Edeta (Tosal de San Miguel), ainsi que des poteries grecques à figures rouges et quelques textes écrits, bien que se détache la figure d'un taureau, qui est le seul exemple de sculpture ibérique trouvée dans le Camp de Turia.
Sur le versant sud, à environ 53 m  au sud-est du mur, deux tombes à fosse isolées ont été trouvées, avec des urnes de crémation. Tous deux étaient accompagnés de leur couvercle correspondant et présentent un décor géométrique peint.